# Protéine de liaison au lipopolysaccharide
La protéine de liaison au lipopolysaccharide (ou Lipopolysaccharide Binding Protein) est une protéine qui, chez l’homme, est codée par le gène LBP situé sur le chromosome 20 humain.  
La LBP est une protéine soluble de phase aiguë qui se lie au lipopolysaccharide bactérien (ou LPS) pour induire des réponses immunitaires en présentant le LPS à d'importants récepteurs de reconnaissance du motif de la surface cellulaire appelés CD14 et TLR4. Modèle:PBB Summary
La protéine codée par ce gène est impliquée dans la réponse immunologique en phase aiguë aux infections bactériennes à Gram négatif. Les bactéries à Gram négatif contiennent un glycolipide, un lipopolysaccharide (LPS), sur leur paroi cellulaire externe. Avec la protéine augmentant la perméabilité bactéricide (BPI ou batericidal permeability-increasing protein), la protéine codée se lie au LPS et interagit avec le récepteur CD14, jouant probablement un rôle dans la régulation des réponses des monocytes dépendant du LPS. Des études chez la souris suggèrent que la protéine codée est nécessaire à la réponse rapide du LPS en phase aiguë, mais pas à la clairance du LPS de la circulation. Cette protéine fait partie d'une famille de protéines structurellement et fonctionnellement liées, notamment la BPI, la protéine de transfert de cholestérol ester plasmatique (CETP) et la protéine de transfert de phospholipides (PLTP). Enfin, ce gène se trouve sur le chromosome 20, immédiatement en aval du gène BPI. 

## Interactions
Il a été démontré que la protéine liant les lipopolysaccharides interagissait avec CD14,TLR2, TLR4 et le co-récepteur MD-2,,. 